# Broadwas
Broadwas – wieś i civil parish w Anglii, w hrabstwie Worcestershire, w dystrykcie Malvern Hills. Leży 9 km na zachód od miasta Worcester i 171 km na północny zachód od Londynu. W 2011 roku civil parish liczyła 318 mieszkańców. Broadwas jest wspomniana w Domesday Book (1086) jako Bradewesham.